# Công viên Hồ Tây
Công viên Hồ Tây thành lập ngày 19 tháng 5 năm 2000, là khu giải trí nằm trong địa phận phường Nhật Tân, quận Tây Hồ, Hà Nội. Thuộc quản lý của Công ty Cổ phần Dịch vụ Giải trí Hà Nội. Với tổng diện tích 8,1 ha, Công viên Hồ Tây với thiết kế độc đáo, hiện đại màu sắc rực rỡ sôi động của một tổ hợp vui chơi giải trí đa năng, Công viên đã trở thành điểm đến quen thuộc hấp dẫn của người dân Thủ đô và du khách trong cũng như ngoài nước trong hơn 10 năm trở lại đây.

## Công viên nước
Công viên nước mở cửa từ 14/4/2001 có các khu bể và các khu đường trượt đa dạng phong phú, hệ thống lọc nước tuần hoàn theo tiêu chuẩn châu Âu:
- Đường khổng lồ và đường ống đen
- Đường đa làn (6 làn)
- Hai đường phiêu lưu (xoáy hở)
- Hai đường cao tốc
- Hai đường xoáy Đỏ - Vàng
- Sông lười
- Bể tạo sóng
- Bể hành động
- Bể massage (bể sủi)
- Bể lặn (Bể nhảy cầu)
- Đường trượt nhỏ (dành cho trẻ em)
- Đường trượt lớn (dành cho trẻ em)
- Lâu đài nước
- Bể con trâu
- Bể voi vầy

```
giá vé: 
```

Người lớn: 
- - Ngày thường: 180.000 đ
  - Ngày lễ, thứ 7, cn: 200.000 đ

Trẻ em:
- - Ngày thường: 60.000 đ
  - Ngày lễ, thứ 7, cn: 80.000 đ

## Công viên Mặt Trời Mới
Công viên Mặt Trời Mới khai trương ngày 2 tháng 7, 2000 với diện tích 2.9 ha. Công viên có 19 trò chơi phần lớn dành cho trẻ em, bao gồm các trò:
- Rồng thép Thăng Long
- Đu quay Bạch Tuộc
- Tàu điện trên không
- Đu quay khổng lồ
- Thuyền lắc
- Ô tô đụng
- Đu quay xoắn
- Đu quay dây văng
- Đu quay Hào Hoa
- Phòng chiếu phim thực tế ảo
- Thuyền đụng
- Nhà bóng
- Mô tô tự lái
- Ôtô tự lái
- Khu vực trò chơi lâu đài gỗ
- Khu vực trò chơi liên hoàn